# Шлягер цього літа
«Шлягер цього літа» (інша назва «Шлягер») — радянський художній фільм 1982 року, знятий режисером Пеетером Урблою на кіностудії «Талліннфільм».

## Сюжет
Катрін, естрадна співачка, не пройшовши перший тур конкурсу, не здається, а шукає нову пісню, шукає себе — знаходить та перемагає.

## У ролях
- Ельс-Реет Хімма — Катрін Пруун
- Мартін Вейнманн — Велло Пруун
- Айн Лутсепп — Тороп, звукорежисер
- Галина Абдрахманова — Іріс
- Аліс Тальвік — режисер телебачення
- Юрі Ярвет — Яако
- Пеетер Лільє — Том, диригент
- Яак Арро — ансамбль «Коокос»
- Хярмо Хярм — ансамбль «Коокос»
- Вельо Вінгіссаар — ансамбль «Коокос»
- Харді Волмер — ансамбль «Коокос»
- Маргус Туулінг — епізод
- Пеетер Сімм — оператор
- Володимир Сапожнін — камео
- Реет Лінна — телерепортер
- Лі Ранне — епізод
- Олаві Піхламягі — конферансьє
- Анне Вєскі — епізод
- Гуннар Грапс — епізод
- Тиніс Мяґі — епізод
- Хейно Селямаа — камео
- Джоель Стейнфельдт — камео
- Іво Лінна — епізод
- Урмас Алендер — камео
- Яан Руус — епізод
- Маті Пилдре — епізод
- Петро Волконський — епізод
- Лембіт Ульфсак — епізод
- Міхкель Смелянський — епізод
- Юрі Влассов — епізод
- Пяерн Хінт — епізод
- Яанус Нигісто — епізод
- Маргус Каппель — епізод
- Хейго Мірка — епізод
- Андрес Пильдроо — епізод

## Знімальна група
- Режисер — Пеетер Урбла
- Сценарист — Теет Каллас
- Оператор — Аго Руус
- Композитор — Рейн Раннап
- Художник — Рейн Таммік